# Mauro, Sergio e Pantaleone
Santi Mauro, Sergio e Pantaleone, o Pantaleo, (morti a Bisceglie il 27 luglio 117) sono venerati dalla Chiesa cattolica come martiri, patroni della città di Bisceglie (BT), in Puglia, nella quale subirono il martirio al tempo dell'imperatore Traiano.

## Storia
Un racconto attendibile parla di Mauro, nato a Betlemme e convertito al Cristianesimo forse in seguito alle prediche degli apostoli, pervenne in Puglia nell'anno 51 con l'intenzione di predicare il Vangelo nei luoghi ancora pagani;e si dice appena nominato Vescovo dell’Apulia, da San Pietro; la tradizione vuole che venne consacrato primo vescovo di Bisceglie, presso Bari, dall'apostolo Pietro, sebbene la presenza di quest'ultimo nell'Italia Meridionale sembra non essere certa.
Un giorno, mentre faceva una delle omelie nella sua città episcopale, Mauro venne ascoltato da due alti funzionari dell'imperatore Traiano (98-117): Sergio, governatore della città e Pantaleone, ufficiale delle guardie. Colpiti dalle parole del vescovo, entrambi si convertirono e vennero battezzati, divenendo i suoi più intimi collaboratori.
Nel frattempo, il proconsole romano di Venosa, avvertito della conversione dei suoi funzionari, ordinò l'arresto del vescovo e di Sergio e Pantaleone; una volta che essi rifiutarono di abiurare, vennero gettati in una tetra prigione dove rimasero per dieci anni. Il 27 luglio 117, il proconsole li condannò a morte: Mauro venne decapitato, Sergio fu scarnificato e poi trafitto da una spada, mentre Pantaleone venne crocifisso e finito anch'esso con una pugnalata.
Dopo la loro morte, i corpi vennero gettati in pasto alle fiere le quali, benché affamate, rifiutarono di divorarli. Fu così una cristiana del posto, Tecla de Fabis, a raccoglierli amorevolmente e a seppellirli a Sagina, dove fece costruire un sepolcro e un altare dedicati a Sergio, forse suo parente.